# Малко-Градиште
Малко-Градиште (болг. Малко Градище) — село в Болгарии. Находится в Хасковской области, входит в общину Любимец. Население составляет 601 человек.

## Политическая ситуация
В местном кметстве Малко-Градиште, в состав которого входит Малко-Градиште, должность кмета (старосты) исполняет Мария Василева Петкова (независимый) по результатам выборов правления кметства.
Кмет (мэр) общины Любимец — Янко Борисов Кючуков (коалиция трёх партий: Болгарская социалистическая партия (БСП), Политическое движение социал-демократов, политический клуб «Фракия») по результатам выборов в правление общины.